# Arbeidsomstandighedenwetgeving
De Nederlandse Arbeidsomstandighedenwetgeving (of kortweg Arbowetgeving) bestaat uit de volgende onderdelen:
- Arbeidsomstandighedenwet (Arbowet)
- Arbeidsomstandighedenbesluit (Arbobesluit)
- Arbeidsomstandighedenregeling (Arboregeling)
- Beleidsregels arbeidsomstandighedenwetgeving (Arbobeleidsregels)